# St. Johannes Maria Vianney (Clenze)

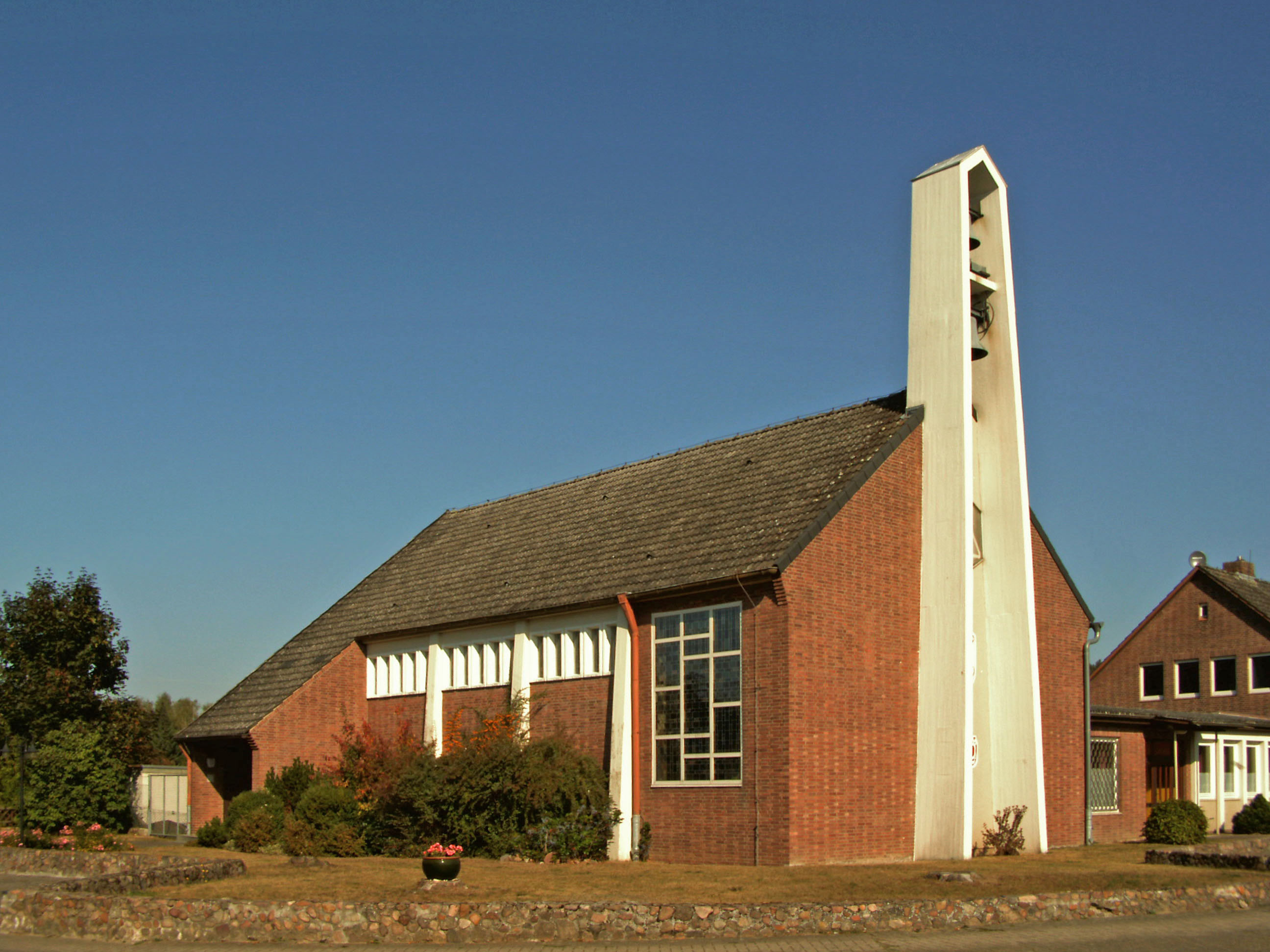
St.-Johannes-Maria-Vianney-Kirche (2010)

Sankt Johannes Maria Vianney ist die ehemalige katholische Kirche in Clenze, einem Flecken im Landkreis Lüchow-Dannenberg im Nordosten von Niedersachsen. Sie gehörte zuletzt zur Pfarrgemeinde St. Agnes in Lüchow im Dekanat Lüneburg und war die einzige Kirche im Bistum Hildesheim, die nach dem heiligen Jean-Marie Vianney, der als Pfarrer von Ars bekannt ist, benannt war. Heute ist die rund 15 Kilometer entfernte St.-Agnes-Kirche in Lüchow die nächstgelegene katholische Kirche.

## Geschichte
Im Fürstentum Lüneburg, zu dem Clenze damals gehörte, führte Ernst I., Herzog zu Braunschweig-Lüneburg, 1527 die Reformation ein. Dadurch wurden die Kirche und die Bevölkerung von Clenze, die bis dahin zum Bistum Verden gehörten, protestantisch. Die erste bekannte Erwähnung eines lutherischen Pastors in Clenze, Johannes Dithmar, datiert auf das Jahr 1534.
In Folge der Flucht und Vertreibung Deutscher aus Mittel- und Osteuropa 1945–1950 ließen sich auch in Clenze und den umliegenden Ortschaften wieder Katholiken in größerer Zahl nieder, sie gehörten anfangs zum Einzugsgebiet der St.-Agnes-Kirche in Lüchow. In Clenze fand ab 1947 katholischer Gottesdienst statt, zunächst in einem zur Notkirche umgebauten Schafstall.
1960 wurde das Kirchbaugrundstück erworben, und am 11. Juni 1961 der Grundstein gelegt. Am 1. April 1962 erfolgte die Weihe der Kirche durch Bischof Heinrich Maria Janssen. Am 23. September 1962 wurden zwei Glocken auf die Namen St. Maria und St. Johannes geweiht. Ab dem 1. Januar 1963 war St. Johannes Maria Vianney eine eigene Kirchengemeinde, zuvor gehörte Clenze zur Kirchengemeinde St. Agnes in Lüchow, wohin sie am 1. November 2006 im Rahmen der Gemeindefusionen des Bistums Hildesheim zurückkam. Die Pfarrgemeinde St. Johannes Maria Vianney, Clenze, wurde zu diesem Zeitpunkt wieder aufgelöst.
2009 beschloss Bischof Norbert Trelle die Schließung der Kirche aufgrund des Priester- und Finanzmangels im Bistum Hildesheim, des Einwohnerrückgangs im Wendland sowie der Heizkosten. Die Profanierung erfolgte am 30. Juni 2012 durch Bischof Trelle. Das Gebäude wurde von einem Gemeindemitglied gekauft. 2013 kam die Orgel in eine evangelische Kirche in Brandenburg, weitere Teile des Inventars gingen an Kirchengemeinden in der Ukraine.

## Architektur und Ausstattung
Die Kirche steht auf dem Grundstück Bergstraße 1, an der Ecke zum Klintweg, in rund 31 Meter Höhe über dem Meeresspiegel. Die Kirche entstand nach einem Entwurf des Architekten Hans-Heinz Hübscher aus Wolfsburg, nach dessen Plänen damals auch die St.-Godehard-Kirche in Amelinghausen entstand, die einen ähnlichen Turm bekam. Weitere Kirchenbauten von Hübscher waren St. Raphael (Parsau) und St. Maria Königin (Hitzacker).
Die geostete Kirche ist mit einem Satteldach eingedeckt. Ihr Turm, in dem zwei Glocken (St. Johannes und St. Maria) hängen, wächst aus dem Ostgiebel empor. Die Marienglocke steht heute vor der St.-Agnes-Kirche in Lüchow. An die Nordseite der Kirche sind die Sakristei, das Gemeindehaus und das Pfarrhaus angebaut.
Die Kirche wird durch ein Portal an der Südseite erschlossen. Die künstlerische Gestaltung des Innenraumes erfolgte durch Claus Kilian.